# Igreja de Santa Maria do Castelo
Igreja de Santa Maria do Castelo (česky Kostel svaté Marie u hradu) je gotický kostel v Taviře v portugalské oblasti Algarve. Pochází ze 13. století a nachází se vedle Castela. Stojí na místě bývalé maurské mešity. Roku 1755 byl velmi poškozen při zemětřesení a poté přestavěn italským neoklasicistou. Architekt však zachoval pozůstatky původního kostela.
Uvnitř kostela je deska označující hrobku Doma Paio Perese Correia a sedmi křesťanských rytířů zabitých Maury.